# NGC 2868
NGC 2868 este o galaxie lenticulară situată în constelația Hidra. A fost descoperită în 1886 de către Frank Muller. Se află la o distanță de 118,03 megaparseci de Pământ.